# Bondarcevomyces
Bondarcevomyces är ett släkte av svampar. Bondarcevomyces ingår i familjen Tapinellaceae, ordningen Boletales, klassen Agaricomycetes, divisionen basidiesvampar och riket svampar.
|                 | Tapinella                              |
|                 |                                        |
| Bondarcevomyces | \| \| Bondarcevomyces taxi \| \| \| \| |
|                 | \| \| Bondarcevomyces taxi \| \| \| \| |
|                 | Pseudomerulius                         |
|                 |                                        |
|                 | Bondarcevomyces taxi                   |
|                 |                                        |

|  | Bondarcevomyces taxi |
|  |                      |